# Мыгытын
Мыгытын (уст. Мыгы-Тын) — река в России, протекает в Томской области. Устье реки находится в 61 км по левому берегу реки Назинская. Длина реки составляет 72 км, площадь водосборного бассейна 387 км².

## Данные водного реестра
По данным государственного водного реестра России относится к Верхнеобскому бассейновому округу, водохозяйственный участок реки — Обь от впадения реки Васюган до впадения реки Вах, речной подбассейн реки — Васюган. Речной бассейн реки — (Верхняя) Обь до впадения Иртыша.